# Odontolabis siva
Odontolabis siva es una especie de coleóptero de la familia Lucanidae.

## Distribución geográfica
Habita en la India, Nepal, Bután, Tailandia, Vietnam, Laos y China.